# Code Lyoko: El ejército de la nada
El ejército de la nada es el cuarto libro de la saga de Code Lyoko escrito por Jeremy Belpois. Su lengua original es el italiano. Salió el 24 de noviembre del 2010 en España.

## Historia
Tras la alianza de XANA con el Green Phoenix, Aelita busca a XANA en el Mirror y le dice que le ayudará a ser humano, pero si XANA desobedece a Hannibal Mago, este apagará el superordenador atrapando a XANA. Odd y Yumi, después de la gran batalla librada en Kadic contra los robots se infiltran, junto a la Mayor Steinback y con los hombres de negro en la fábrica a través de la alcantarillas inundadas. XANA decide ayudar a Aelita y a los demás sin que Mago se de cuenta. Quieren conseguir hacerse con la fábrica y con la Ermita pero hay demasiados soldados del Green Phoenix. Tras un comentario de Ulrich a XANA se le ocurre una idea: materializar a los chicos en la fábrica… con los poderes de Lyoko. Jeremy intenta robar el mando de Hannibal y se le ocurre una idea: Grigory Nictapoulus está junto a Jeremy y Memory en la sala del superordenador y no deja que hablen juntos. Jeremie, con la ayuda de Memory, la cual se desmayó frente al superordenador cuando su colgante se iluminó porque Aelita activó el suyo, acerca un cable eléctrico al suelo de la sala que hace desmayarse. Están construyendo unos robots con los poderes de Lyoko pero, según ellos no se puede activar sin el mando de apagado, Grigory pulsó el botón del mando y el ordenador se apagó, pero por suerte Jeremy lo arrancó tras el calambrazo de Grigory. A medianoche, los Guerreros de Lyoko estaban dispuestos a atacar a Hannibal, pero Dido tenía otro plan. Si a las 0:30 horas Jeremy no la avisaba de la victoria ante el Green Phoenix, Cuervo Negro, un cazabombardero, destruiría la fábrica con bombas. Yumi y Odd persiguen a Hannibal por el tejado de la fábrica y Odd es alcanzado por un disparo, pero aparece en el escáner de la fábrica sano y salvo. Hannibal intentó salir de la fábrica con un JetPack pero falló y cayó al río Sena. Jeremy consiguió avisar a Dido de lo ocurrido y detuvo a Cuervo Negro.
Aelita había prometido que nunca activaría el Código Down pero así tenía que ser, si no lo hacía los hombres de negro se quedarían con el superordenador y utilizaría el Castillo como arma además de que les borrarían la memoria a todos, y eso no podía ser. Lyoko, la Primera Ciudad y XANA fueron destruidos con el Código Down activado y Dido conservó la memoria de los chicos. En la cena de la ermita Anthea estaba cocinando cuando Aelita y Jeremy dieron la buena nueva. Había recuperado Lyoko y a XANA, que estaba materializado en la sala secreta del sótano.
Esta historia ocurre en una línea temporal paralela, donde la vuelta al pasado no existe.